# Phiala longilinea
Phiala longilinea is een vlinder uit de familie van de Eupterotidae. De wetenschappelijke naam van de soort is voor het eerst voorgesteld door Emilio Berio in een publicatie uit 1939.
De soort komt voor in Eritrea.